# Eucalyptus farinosa
Eucalyptus farinosa är en myrtenväxtart som beskrevs av Kenneth D. Hill. Eucalyptus farinosa ingår i släktet Eucalyptus och familjen myrtenväxter. Inga underarter finns listade i Catalogue of Life.